# Setsuko Hara
Setsuko Hara (原節子, Hara Setsuko, 17 de juny de 1920 – 5 de setembre de 2015) va ser una actriu japonesa. A Occident, és més coneguda per les seves actuacions en les pel·lícules de Yasujiro Ozu Early Summer (1949) i, principalment, Contes de Tòquio (1953), tot i que ja havia aparegut en 67 pel·lícules abans de treballar amb Ozu per primera vegada.

## Biografia
Setsuko Hara va néixer Masae Aida (会田 昌江, Aida Masae) al territori que actualment és Hodogaya-ku, Yokohama, en una família amb tres fills i cinc filles. La seva germana gran es va casar amb el director de cinema Hisatora Kumagai, el que li va donar una entrada al món del cinema i va marxar a treballar per a la Nikkatsu Studios a Tamagawa, als afores de Tòquio, el 1935. El seu debut va ser a l'edat de 15 en Do Not Hesitate Young Folks! (ためらふ勿れ若人よ, tamerafu nakare wakōdo yo).
Hara es va donar a conèixer com a actriu al 1937 coproducció germano-japonesa Die Tochter des Samurai (La filla del samurai), conegut al Japó com Atarashiki Tsuchi (La Nova Terra), dirigida per Arnold Fanck i Mansaku Itami. En la pel·lícula, Hara exerceix una donzella que, sense èxit, intenta immolar-se en un volcà. Va seguir presentant a una heroïna tràgica en moltes de les seves pel·lícules fins al final de la Segona Guerra Mundial.
Després de la guerra, la seva col·laboració amb autors de renom va ser major. Va iniciar una sèrie de produccions amb Akira Kurosawa i Yasujiro Ozu, amb qui participà en sis pel·lícules. L'últim paper important d'Hara va serRiku, esposa d'Ōishi Yoshio, en la pel·lícula Chushingura (1962). Després de més de mig segle d'aïllament, Hara va morir de pneumònia en un hospital de la prefectura de Kanagawa, el 5 de setembre de 2015, a l'edat de 95. La seva mort no es va informar als mitjans de comunicació fins al 25 de novembre de 2015. La pel·lícula d'anime Millennium Actress (2001), dirigida per Satoshi Kon, es basa en part en la vida de Hara.